# 圣奥斯瓦尔德 (奥地利)
圣奥斯瓦尔德（德語：Sankt Oswald）是奥地利下奥地利州梅尔克县的一个市镇。总面积32.12平方公里，总人口1133人，人口密度35.3人/平方公里（2005年）。